# My docomo
My docomo（マイ・ドコモ）は、NTTドコモが提供する、携帯電話サービスの利用料金の確認、料金プランの変更、オプションサービスの付け外し、dポイントクラブポイントの確認、その他サービスなど、各種メニューを契約者自身のiモード端末やWeb上で行うサービス。かかるiモードパケット代金は無料。2008年12月1日、携帯電話端末機をMy docomoで販売開始。

## 利用方法
iモードから
iMenu→お客様サポート→各種お申込・お手続き（料金プラン確認・変更・割引サービス付け等）→ネットワーク暗証番号入力→ログイン
パソコンから
My docomoトップページ→dアカウントとパスワードを入力→ログイン（IDとパスワードはiモードから確認可、ドコモショップや郵送でも発行可。）
ドコモ スマートフォンから
ドコモ スマートフォンのブラウザを使って、PC版とほぼ同様に利用することができる。Androidの端末の場合はdメニューからリンクが張られており、サイトもスマートフォン用にカスタマイズされている。

## My docomo利用可能メニュー

### 料金・ポイント・変更
- dポイントクラブの申込
- ポイント確認（dポイントクラブ）
- 利用料金確認（当月利用分、今月請求分）
- 通話通信料の料金明細内訳
- 料金プランや割引サービスの確認や変更（iチャネル、オプションパック割引等）
- eビリングの申込
- 一定額到達通知サービスの申込、通知額の変更
- ワールドコール、ワールドウィングの申込、上限額の変更
- 料金の支払い（クレジットカード等）
- 住所・支払い方法変更

### iモード関係
一部iモードから利用不可
- iモード.net（パソコンでiモードメールの送受信でできる）
- iモードアクセス履歴の確認
- iモード、2in1（Webメール）の各種設定や設定状況の確認

### 安心サービス
携帯電話からは不可
- 紛失・盗難時の手続き
  - おまかせロック：「携帯電話の遠隔ロック」「利用の一時中断・再開」など
  - ケータイお探しサービス：パソコン上で紛失、盗難された携帯電話端末に内蔵されたGPSや基地局からの位置情報を元に、およその位置探索が可能。紛失していない場合も利用可。
- 電話帳お預かりサービス：電話帳や写真、メール等のバックアップをリモートで実施可能。電話帳のデータなどをパソコン上で編集やエクセルファイルでのダウンロードも可
- イマドコサーチ

### ビジネスmopera安心マネージャー（法人）
法人管理者のパソコンで利用
- 携帯電話のおまかせロック、電波の中断
- 電話帳の遠隔制御（遠隔電話帳削除、共有アドレス帳の遠隔登録、電話帳の遠隔バックアップ）
- iモードアクセス制限
- iモード暗証番号の管理、変更
- 遠隔iモードフィルタ設定

### インターネット販売
FOMA端末及び電池パックやACアダプタといったオプション品の購入。決済はクレジットカードや代引きとなるが、dポイント利用割引、継続利用期間割引、時期キャンペーン割引なども適用。端末購入は機種変更扱い。

### その他
- 操作マニュアル等の請求
- 自宅パソコンのコンテンツを視聴・閲覧（ポケットU）
- ホームUの申込
- アンケートでポイントをふやす
- MNP番号の申請
- ドコモのインターネットサービスプロバイダであるmopera Uやオプションの申込、mopera Uの設定情報の確認
- BlackBerryで料金情報等を確認するためのMy docomoアプリ配布